# كريتون أبرامز
كريتون ويليامز أبرامز (بالإنجليزية: Creighton Williams Abrams Jr) (15 سبتمبر 1914 - 4 سبتمبر 1974) جنرال في الجيش الأمريكي قاد العمليات العسكرية في حرب فيتنام من 1968 حتى 1972 وشاهد سقوط قوة الجيش الأمريكي من 543,000 إلى 49,000. خدم كرئيس الأركان للولايات المتحدة الأمريكية من 1972 قبل موته بسنتين. سمى الجيش الأمريكي دبابة القتال الرئيسية أكس أم 1 إلى أم1 أبرامز، تكريما له.

## روابط خارجية
- كريتون أبرامز على موقع الموسوعة البريطانية (الإنجليزية)
- كريتون أبرامز على موقع مونزينجر (الألمانية)